# Lista de alcaides de Santarém

## Alcaides-Mores de Santarém
Alcaide-Mor de Santarém foi um título nobiliárquico português, associado à administração militar e judicial da cidade de Santarém desde o período pós-Reconquista até ao século XVII. Abaixo, apresenta-se uma lista cronológica dos detentores do cargo, com base em fontes históricas e genealogias medievais.

### Linha do Tempo (séculos XII–XVII)

#### Século XII (Período Pós-Conquista)
1147–1152: (Interregno) — Organização pós-conquista por D. Afonso Henriques.
1152–1179: Dom Guião — Doações aos Templários; vinculado ao Foral de Tomar.
1179–c.1200: D. Mendo Estreina — Promulgação do Foral de Abrantes (1179).

#### Século XIII (Consolidação Nobiliárquica)
c.1200–1225: D. Martim Dade — Consolidação da família Dade.
c.1225–1250: (Desconhecido) — Lacuna documental.
c.1250–1260: Soeiro Mendes Petite — Transição para a administração municipal.
c.1260–?: Paio Viegas Dade — Continuação da linhagem Dade.

#### Séculos XIV–XV (Expansão e Nobreza)
c.1330: Álvaro Gonçalves Camelo — 2.º senhor de Baião.
c.1350: D. Fernão Lopes Pacheco — Alcaide no reinado de D. Afonso IV.
c.1410: Lopo Dias Rebelo — Atuou durante a Crise de 1383–1385.
c.1440: Afonso Pereira — Nobreza sob D. Afonso V.
c.1450: D. Vasco Coutinho — 1.º conde de Redondo.
1466: D. João Manuel — Ligado à corte de D. Afonso V.

#### Séculos XV–XVII (Famílias Coutinho e Almeida)
c.1480: D. Bernardo Coutinho — Ascensão da família Coutinho.
c.1490: D. Bernardo Manuel — Último alcaide do século XV.
c.1530: D. João Coutinho — Também alcaide de Almeirim.
c.1630: D. Diogo Fernandes de Almeida — Alcaide-mor da Golegã e Santarém.

### Observações
A lista apresenta lacunas, especialmente no século XIII, devido à escassez de fontes.
As famílias Dade, Coutinho e Almeida dominaram o cargo em diferentes períodos.